# Montmeyan
Montmeyan település Franciaországban, Var megyében. Lakosainak száma 595 fő (2022. január 1.). Montmeyan Quinson, Fox-Amphoux, Régusse, Tavernes és La Verdière községekkel határos.

## Népesség
A település népességének változása:
| Lakosok száma | 590  | 571  | 564  | 551  | 546  | 533  | 554  | 574  | 595  |
|               | 2013 | 2015 | 2016 | 2017 | 2018 | 2019 | 2020 | 2021 | 2022 |